# Raisa (piosenkarka)
Raisa, właśc. Raisa Andriana (ur. 6 czerwca 1990 w Dżakarcie) – indonezyjska piosenkarka i autorka tekstów.
Popularność przyniósł jej utwór pt. „Serba Salah”. Przed rozpoczęciem kariery solowej była jedną z głównych wokalistek zespołu Andante.

## Życiorys
Urodziła się 6 czerwca 1990 w Dżakarcie. Zdolności muzyczne wykazywała już jako dziecko. Doświadczenie muzyczne zdobyła grając w kawiarniach. Opanowała także grę na instrumentach muzycznych, m.in. na fortepianie. Studiowała na uczelni Universitas Bina Nusantara.
Jej kariera nabrała tempa wraz z wydaniem utworu „Serba Salah”. W 2011 roku ukazał się jej debiutancki album pt. Raisa, a w 2013 roku wyszedł drugi album artystki – Heart to Heart. W 2016 roku wydała album zatytułowany Handmade.

## Dyskografia
Albumy studyjne
| Tytuł          | Dane nt. albumu |
| -------------- | --- |
| Raisa          | - Data wydania: 11 May 2011 - Wytwórnia: Solid Records, Universal Music Indonesia - Format: CD, digital download      |
| Heart to Heart | - Data wydania: 27 November 2013 - Wytwórnia: Solid Records, Universal Music Indonesia - Format: CD, digital download |
| Handmade       | - Data wydania: 27 April 2016 - Wytwórnia: Juni Records - Format: CD, digital download                                |
| It's Personal  | - Data wydania: 17 March 2022 - Wytwórnia: Juni Records - Format: CD, digital download                                |